# Catherine de Ymseborg
Catherine de Ymseborg   (1215 - 1252) suédois:  Katarina Sunesdotter reine de Suède, épouse du roi Éric XI de Suède. Religieuse en 1250.

## Biographie
Catherine est la fille du Jarl Sune Folkesson et de la princesse Hélène Sverkersdotter. Elle épouse le roi Eric Läspe en 1244. Veuve sans enfants dès 1250, elle se retire au monastère de Gudhems où elle meurt en 1252.   